# Biermes
Biermes é uma comuna francesa na região administrativa de Grande Leste, no departamento Ardenas. Estende-se por uma área de 8 km². Em 2010 a comuna tinha 312 habitantes (densidade: 39 hab./km²).